# Elizabeth Bay
Elizabeth Bay est un quartier du centre-ville, du sud-est de Sydney situé dans l'État de Nouvelle-Galles du Sud en Australie.

## Géographie
Situé à 3 km au nord du centre d'affaires de la ville de Sydney, il s'étend sur 30 hectares sur la baie de Sydney. Il fait partie de la région métropolitaine des Eastern Suburbs.

## Histoire
Le quartier a été baptisé en l'honneur d'Elizabeth Campbell (1778-1835), épouse de Lachlan Macquarie, gouverneur de Nouvelle-Galles du Sud.

## Démographie
La population s'élevait à 5 093 habitants en 2011 et à 5 215 habitants en 2016.